# HD 191408
HD 191408 ( eller HR 7703) är en dubbelstjärna i den södra delen av stjärnbilden  Skytten. Den har en skenbar magnitud av ca 5,31 och är svagt synlig för blotta ögat där ljusföroreningar ej förekommer. Baserat på parallaxmätning inom Hipparcosuppdraget på ca 166,3 mas, beräknas den befinna sig på ett avstånd på ca 20 ljusår (ca 6 parsek) från solen. Den rör sig närmare solen med en heliocentrisk radialhastighet på ca -129 km/s och kommer att ligga på ett avstånd av 6,7 ljusår från solen om ca 41 100 år.

## Egenskaper
Primärstjärnan HD 191408 A är en solliknande gul till vit stjärna i huvudserien av spektralklass K2.5 V. Den har en massa som är ca 0,65 solmassor, en radie som är ca 0,66 solradier och har ca 0,26 gånger solens utstrålning av energi från dess fotosfär vid en effektiv temperatur av ca 5 100 K.
Följeslagaren HD 191408 B är en svag stjärna av spektralklass M4 V, som har en massa som är ca 0,24 solmassor, en radie som är ca 0,28 solradier. De två stjärnorna har en vinkelseparation på 7,10 bågsekunder, vilket motsvarar en uppskattad halv storaxel på 56,30 AE för deras omloppsbana. Konstellationen har undersökts med avseende på överskott av infraröd strålning men ingen sådan har observerats. Data om radial hastighet som samlats in under en period av 12 år har undersökts för tecken på periodicitet orsakad av en planet som kretsar på ett avstånd av 3-6 AE, men ingen upptäcktes. En liten linjär trend i primärstjärnans radiella hastigheter beror förmodligen på följeslagaren.